# Зеленино (Боровский район)
Зеленино — деревня в Боровском районе Калужской области. Входит в состав сельского поселения «Деревня Асеньевское».

## География
Находится на берегу реки Ксема (Кщема) — притоке Лужи.

## Население
| 2002 | 2010 |
| ---- | ---- |
| 23   | ↗45  |

## История
В 1626 году село Троицкое Лужецкого стана, в вотчине Ивана Андреевича Загряжского. В селе деревянный ветхий храм Живоначальной Троицы.
В 1681 году Ивану Ивановичу Загряжскому было велено строить новую церковь Живоначальной Троицы.
В 1746 году село принадлежит князю, стольнику Ивану Степанову и племяннику его князю Алексею Алексеечу Долгорукому.